# Catarina (Vorname)
Catarina ist ein weiblicher Vorname.

## Ähnliche Varianten und Verbreitung
Es handelt sich um eine Variante des Namens Katharina (zu Herkunft und Bedeutung siehe dort). Ähnliche Varianten mit Schreibweise ohne h sind unter anderem Katarina, Caterina oder Catalina. Mit h sind Catharina und Catherine verbreitet; zudem wird oft auf den zweiten Vokal verzichtet, beispielsweise bei Catrina oder Catrin.
International ist die Form Catarina weniger bedeutend, jedoch ist sie in Portugal zusammen mit der Variante Cátia populär und rangierte seit den 2000ern unter den 50 häufigsten Namen für neugeborene Mädchen, aber mit abnehmender Tendenz. In Schweden ist Catarina eine alternative Schreibung zu dem verbreiteteren Namen Katarina (mit K).

## Namensträgerinnen
- Catarina Carsten (1920–2019), deutsch-österreichische Schriftstellerin
- Catarina Costa (* 1996), portugiesische Judoka
- Catarina Coresi Lal (* 20. Jh.), rumänische Opernsängerin (Sopran)
- Catarina Eklund (* 1970), schwedische Skiathletin
- Catarina Furtado (* 1972), portugiesische Fernsehmoderatorin und Schauspielerin
- Catarina van Hemessen (1527/28 bis nach 1583), flämische Porträtmalerin
- Catarina Katzer (* 1973), deutsche Sozialpsychologin und Soziologin
- Catarina Leite (* 1983), portugiesische Schachspielerin
- Catarina Ligendza (* 1937), schwedische Opernsängerin
- Catarina Lindqvist-Ryan (* 1963), schwedische Tennisspielerin
- Catarina Martins (* 1973), portugiesische Schauspielerin und Politikerin (BE)
- Catarina Mourão (* 1969), portugiesische Regisseurin und Filmemacherin
- Catarina Rodrigues (* 1973), portugiesische Judoka
- Catarina Wallenstein (* 1986), portugiesische Schauspielerin